# Garden City (Texas)
Garden City önkormányzat nélküli statisztikai település az USA Texas államában, Glasscock megyében, melynek megyeszékhelye is. Lakosainak száma 334 fő (2010. április 1.).